# Дромон
Дромонът (на гръцки: δρόμον) е най-важният боен кораб в Средиземноморието в периода VI – XII век.
Той сменя във флота биремата и либурната. Терминът „дромон“ се използва поне от VI век, въпреки че античното „трирема“ продължава да е в употреба в някои византийски източници.
Няма много пълни и подробни сведения за този плавателен съд. След падането на Западната Римска империя борбата за надмощие над Средиземно море се е водила предимно между Византия и арабския свят. Дромонът е бил на въоръжение както при византийците, така и при арабите (шини).
Византийски ръкопис от 850 година, съдържа гравюра, която изобразява дромон от този период. Конструкцията му напомня на бирема с два реда гребла. Корабът е стъкмен с две мачти с латински платна. Първите дромони са имали един ред гребци и една мачта и са напомняли едномачтова либурна. По – късно се появяват големи дву – и тримачтови дромони. Дължината им е варирала от 30 до 50 м., а ширината – от 6 до 7 м. На кърмата са имали по два румпела, по един на всеки борд. Корпусът имал заострена форма, поради което са били доста бързоходни. Екипажът се е състоял, в зависимост от размера на кораба от 100 до 300 души. Килът на дромона, завършвал (както и при биремата) с подводен таран. Подводната част на дромоните е била обшита с метални листове за защита от тараните.
Всеки дромон е бил екипиран и с ксилокастрон (ξυλόκαστρον „дървен замък“) – кула, разположена около главната, или по един около двете мачти, от която войниците са хвърляли копия и са стреляли с лъкове. На носа и на кърмата са били разположени балисти (toxobolistres) които са изстрелвали малки стрели (myies).
Тежките катапулти са можели да изстрелват снаряди с тегло до 500 кг на дистанция до 1000 м. Дромоните са били въоръжени също и с леки огнемети сифинофори, които са заливали вражеските кораби със струи гръцки огън (счита се, че е бил смес от асфалт, сяра, селитра и нефт). Тази смес се разгаря още повече при контакт с вода, затова е била гасена с вино, оцет или пясък. Точният състав на сместа, както и конструкцията на огнеметите не са запазени до днес.